# Karabin Werndl M1867
Werndl M1867 – austro-węgierski karabin jednostrzałowy skonstruowany przez Josefa Werndla.

## Historia
Karabin Werndla wraz z karabinem Wänzl M1866 (który był modernizacją karabinu Lorenza) zastąpił w uzbrojeniu karabin odprzodowy Lorenz M1854.
Jednocześnie z karabinem piechoty do uzbrojenia wprowadzono karabinek przeznaczony dla jazdy. W 1873 do uzbrojenia wprowadzono wersję zmodernizowaną karabinu i karabinka oznaczone jako M1873. Wersje karabinu M1867 i M1873 strzelały nabojami centralnego zapłonu M1867 kalibru 11,2 × 42 R, a karabinki M1867 i M1873 strzelały nabojami centralnego zapłonu M1867 11,2 mm × 36 R.
W 1877 roku do uzbrojenia wprowadzono nowe naboje centralnego zapłonu 11,15 × 58 mm R (przeznaczone dla karabinów) elaborowane 5 g prochu czarnego i 11,15 × 36 mm R (dla karabinków) elaborowane 2,6 g (M1877) lub 2,4 g (M1882) prochu. Karabiny i karabinki, przystosowane do zasilania nową amunicją, oznaczono jako M1867/77 i M1873/77.
Od 1885 roku karabin Werndla był zastępowany przez karabiny powtarzalne skonstruowane przez Ferdinanda Mannlichera (początkowo M1886, M1888 a później M1890), jednak w magazynach doczekały do wybuchu I wojny światowej, kiedy uzbrojono w nie jednostki pomocnicze i tyłowe. W pierwszym okresie wojny karabiny Werndla M1873/77 stanowiły także uzbrojenie większości żołnierzy Legionów Polskich.

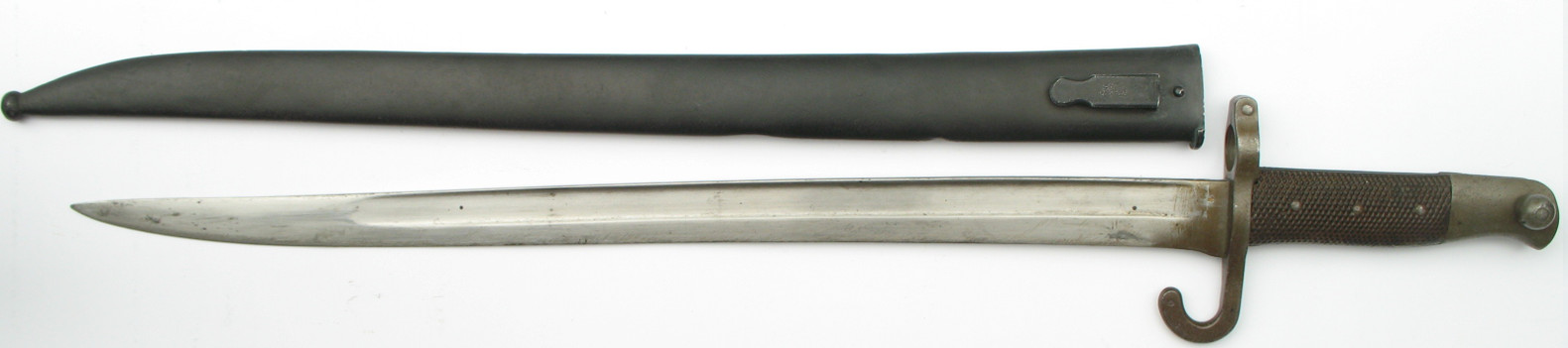
Bagnet Werndl M1873

## Opis
Karabin Werndla posiadał zamek obrotowy i kurek zewnętrzny. Po częściowym napięciu kurka należało obrócić zamek o 120° przy pomocy skrzydełka. Obrót powodował odsłonięcie wlotu komory nabojowej, a jeśli w komorze nabojowej znajdowała się łuska, była ona lekko wysuwana. Po wsunięciu naboju i zamknięciu zamka należało napiąć kurek do końca. Po zwolnieniu spustu kurek uderzał w iglicę i powodował wystrzał. Koniec zwolnionego kurka wchodząc w wycięcie zamka ryglował go, uniemożliwiając obrót.